# Vierge I
Pour les articles homonymes, voir Vierge et Virgo.
La galaxie de la Vierge I (Virgo I) est une galaxie satellite de la Voie lactée, faisant donc aussi partie du sous-groupe local.